# Pippa Middleton

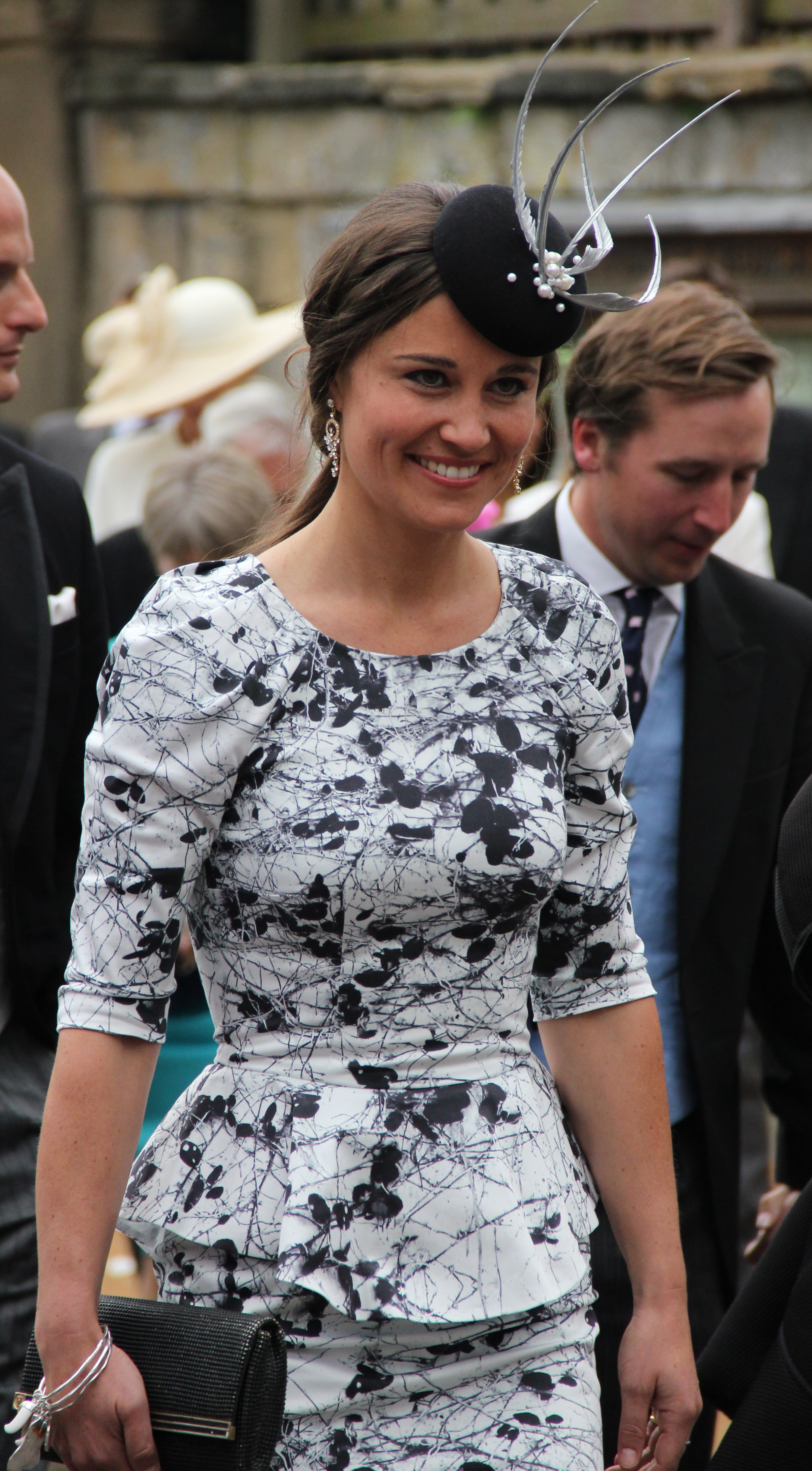
Pippa Middleton (juni 2013)

Philippa Charlotte (Pippa) Matthews-Middleton (Reading (Engeland), 6 september 1983) is de jongere en enige zus van Catherine Middleton (Kate), de echtgenote van prins William. Ze is actief in het postorderbedrijf met feestartikelen van haar ouders en bracht op 25 oktober 2012 haar eerste boek Celebrate uit, met tips voor feestjes in de huiselijke sfeer.
Ze werd bekend door de bruiloft van haar zus met prins William, waar ze een van de getuigen en volwassen begeleiders van de vier bruidsmeisjes en twee bruidsjonkers was.
Pippa Middleton werd geboren als het tweede kind in een gezin van drie kinderen. Ze heeft nog een jongere broer, James William (1987). Haar vader Michael Middleton werkte destijds als vluchtdispatcher bij British Airways. Haar moeder was stewardess en richtte in het midden van de jaren tachtig het postorderbedrijf Party Pieces op. Het liep zo goed, mede door een snelle instap in internetverkoop, dat het echtpaar miljonair werd en het bedrijf in 1995 kon verhuizen naar een reeks boerderijgebouwen bij Ashampstead Common. Pippa groeide eerst op in de familiewoning in Bradfield Southend, in 1995 verhuisde het gezin naar een landhuis in Bucklebury in Berkshire.
Pippa ging, net als haar zus, naar St. Andrews School in Pangbourne, daarna naar Downe House, een kostschool voor meisjes in Cold Ash, en vervolgens naar Marlborough College in Wiltshire. Na de middelbare school volgde ze haar zus naar Schotland en studeerde Engelse literatuur aan de Universiteit van Edinburgh. In 2008 rondde Middleton haar studie af.
Doordat haar zus een relatie had met prins William, kwam ze zelf ook veel in de media. Er is veel aandacht voor haar sociale leven en levensstijl. Door verschillende bladen werd ze omschreven als 'een van de meest begeerde vrijgezellen van Groot-Brittannië'. Het Brits societyblad Tatler gaf haar die 'titel' expliciet in november 2008 in de jaarlijkse editie van hun The Little Black Book.
Tijdens het koninklijk huwelijk van haar zus werd Middleton uitgebreid geprezen voor haar jurk. Deze werd net als het bruidskleed ontworpen door Sarah Burton van het modehuis Alexander McQueen en deelt een aantal gemeenschappelijke kenmerken en stoffen met de bruidsjurk. Op Twitter werd haar verschijning in die mate becommentarieerd dat ze een van de populairste trending topics werd.
Volgens een aantal media overschaduwde Pippa zelfs de bruid qua sensualiteit. Enkele maanden na dato volgde een golf van ingrepen bij dames die gelijkvormige rondingen najoegen.
Een verloving met haar toenmalige vriend Nico Jackson liep op niets uit, in 2015 ging het koppel uit elkaar. In 2016 werd een huwelijk aangekondigd met de steenrijke bankier James Matthews. Ze trouwden op 20 mei 2017. In oktober 2018 kreeg het paar een zoon genaamd Arthur Micheal William en op 15 maart 2021 een dochter genaamd Grace Elizabeth Jane.
Middleton publiceerde twee kookboeken, waarvan een verscheen in het Nederlands onder de titel Celebrate.